# Francisco Felix Pereira da Costa
Francisco Felix Pereira da Costa (Lisboa, 30 de outubro de 1803 4 de fevereiro de 1872) foi um médico português radicado no Brasil.
Foi eleito membro da Academia Nacional de Medicina em 1835.